# 谭谈交通
《谭谈交通》是中華人民共和國成都广播电视台的一个电视节目，节目主持人為前任職於成都市公安局交通管理局的交通警察谭乔。《谭谈交通》於2005年在《平安成都》（现《幸福188》）和《红绿灯》（现《法治成都》）栏目中开播，2018年5月停播，累计播出三千余期。停播后，谭乔于2021年8月辞去公职。

## 开播
2004年，《中华人民共和国道路交通安全法》正式实施，成都市公安局交通管理局彼时排练相关的宣传节目。2005年，成都电视台都市生活频道《平安成都-成都法治报道》栏目组建，同时成都市公安局交通管理局与成都电视台推出《红绿灯》栏目，《平安成都-成都法治报道》和《红绿灯》两档栏目均下设《谭谈交通》板块，选择了谭乔出镜主持。

## 陷入版权风波

### 时间线
2022年7月10日，谭乔发布了一篇微博，称《谭谈交通》发布的视频被“成都游术文化传媒有限公司”全网索赔千万，涉及视频已经被该公司投诉并全网下架。谭乔表示多次收到平台发布的视频退回且被锁定的通知，在哔哩哔哩发布的视频也从345个原创视频缩减到了80个视频。据谭乔发布的最新视频称，不仅《谭谈交通》的账号逐渐被清空，还有上万个二次创作者编辑的爆款视频也被投诉下架。原视频 （页面存档备份，存于）现已恢复正常。
但谭乔本人回应：当初制作《谭谈交通》，没有任何个人或者任何机构签订了这种合同或者协议。那原创者就是我自己，视频记录方就是一名摄像记者。目前《谭谈交通》谁是版权方，或者谁拥有多少比例的权益，还需要权威的机构来认定。面临赔偿的第二个原因，就是有一些商业的合作，我个人面临的无法正常履约而导致的一些赔偿。
我很想搞清楚在新著作权法实施以后，我是否享有应当的权利，而视频记录的另一方，是否可以向我或者其他的创作者进行索赔。
7月11日，有知情人士表示，向各视频网站主张版权、要求节目下架的成都游术文化传播有限公司，已经从成都广播电视台获得了《谭谈交通》的节目版权，强调“维权于法有据”。成都广播电视台相关负责人回应称，该台长期以来没有对《谭谈交通》节目主张版权权利，“并不代表着任何个人可以随便侵权。”而成都广播电视台发布的版权声明显示，成都广播电视台都市生活频道为《谭谈交通》所属的《平安成都》和《红绿灯》栏目的制作单位，“本单位拥有《平安成都》栏目、《红绿灯》栏目以及《谭谈交通》板块的全部著作权，若上述栏目出现任何版权问题，由本单位全权负责”。成都广播电视台内部人士对记者表示，长期以来成都广播电视台对于《谭谈交通》的权利没有进行任何主张。
7月19日，一名《谭谈交通》节目的当事人将成都市广播电视台告上法庭，认为电视台利用节目盈利侵犯其个人的肖像权，因此请求法院判令被告删除其制作的节目《谭谈交通》中带有原告肖像的作品；并在全国公开发行的报纸上向原告公开道歉，同时赔偿原告暂定人民币1元。当事人称2009年冬因交通违法被谭乔拦停进行现场查处。谭乔在执法过程中，被告成都广播电视台进行了全程拍摄，此后被告未经原告本人同意，将该视频放到《谭谈交通》节目上向公众进行传播。
8月7日，谭乔在个人微博转发了四川青尚律师事务所的声明，声明称谭乔与成都台进行了良好沟通，成都台强调其维权仅针对未经许可而进行不当获利的公司经营主体，并未针对任何个人。其视频将基于公益普法、安全宣传等目的继续在各平台传播。

### 中国网民们的质疑
但有些微博网友质疑，此公司经常有些维权投诉事件，涉及包括华为、爱奇艺和腾讯等公司，但还有些网友质疑是否电视台把节目版权卖给了此公司。
还有一部分网友始终认为此事跟碰瓷2021年潼关肉夹馍商标事件和青花椒事件一个意思。